# NGC 4620
NGC 4620 ist eine 12,2 mag helle Linsenförmige Galaxie vom Hubble-Typ S0 Sternbild Jungfrau nördlich der Ekliptik. Sie ist schätzungsweise 49 Millionen Lichtjahre von der Milchstraße entfernt und hat einen Durchmesser von etwa 25.000 Lichtjahren. Unter der Katalognummer VCC 1902 wird sie als Mitglied des Virgo-Galaxienhaufens geführt.

Im selben Himmelsareal befinden sich u. a. die Galaxien NGC 4639, NGC 4654, IC 3631, IC 3643.
Das Objekt wurde am 29. März 1830 von John Herschel entdeckt.